# Deák László (katona)
Vitéz Deák László (Eger, 1891. július 1. – Zsablya, 1946. november 5.) az újvidéki vérengzés miatt halálra ítélt és kivégzett magyar ezredes, SS-Oberführer.

## Élete
Katonai tanulmányait a soproni Magyar Királyi Honvéd Főreáliskolában végezte el, majd a Magyar Királyi Honvéd Ludovika Akadémiát végezte el. 1912-ben avatták hadnaggyá, s a 19. könnyűhadosztályba sorozták be. Részt vett az az I. világháborúban, majd annak bukása után csatlakozott az új hadsereghez, s 1942-re a 19. könnyűhadosztály parancsnoki tisztségéig jutott, ezredesi rangban.

## Részvétele az újvidéki "hideg napokban"
1942 elején az előző év tavaszán Magyarországhoz visszacsatolt Bácskában felerősödött a jugoszláv (szerb) partizánok tevékenysége. Az ún. Sajkásvidéken a magyar csendőrség katonai alakulatokkal együttműködve felszámolt egy partizáncsoportot. Az elszenvedett néhány fős veszteség megtorlásaként 1942. január 12. és 15 között a Feketehalmy-Czeydner Ferenc altábornagy, Grassy József vezérkari ezredes, Deák László ezredes és Zöldy Márton csendőrszázados vezette katonai és csendőri alakulatok razziát tartottak a rejtőzködő partizánok felkutatására. A razziát ezután az altábornagy és társai önhatalmú akciójaként kiterjesztették a környező községek szerb és zsidó lakosságára, majd Újvidék (Novi Sad) városára is. A vérengzés során január 20. és 23. között több ezer bűnözőt, partizánt és főként ártatlan polgári, többségében szerb illetve zsidó személyt lőttek agyon a nyílt utcán vagy géppuskáztak a jeges Dunába Újvidéken, Zsablyán, Csurogon, Mozsoron és Óbecsén (Bečej).
Az újvidéki események már a második világháború idején botrányt kavartak. Horthy Miklós kormányzó 1943. október 11-én, Gödöllőn kelt utasításában követelte a felelősök vizsgálatát:
„Minthogy vitéz Feketehalmy-Czeydner Ferenc nyugállományú altábornagynak, vitéz Grassy József vezérőrnagynak és vitéz Deák László nyugállományú ezredesnek a Délvidéken lefolyt tisztogatási műveletek alatt tanúsított magatartása az időközben felmerült újabb adatok szerint lényegesen súlyosabb megítélés alá esik, mint amely a bűnvádi eljárás megindításának, illetve folytatása mellőzése tárgyában az 1942. augusztus hó 13. napján Gödöllőn kelt elhatározásom alapjául szolgált, elrendelem, hogy az illetékes parancsnok a nevezettek elleni bűnvádi eljárás megindítása, illetve folytatása iránt – további elhatározásomra tekintet nélkül – haladéktalanul intézkedjék. Kelt Gödöllőn 1943. évi október 11. napján. Horthy Miklós.”
Deák László egyéni bűnösségét a katonai bíróság az alábbiakban állapította meg: „Vitéz Deák László ny. áll. ezredes III. r. terhelt, mint a helyszínre elsőnek érkező magasabb honvéd karhatalmi parancsnok a beérkező hírek kötelességszerű ellenőrzésének elmulasztásával és helytelen magatartásával nagyban előmozdította a sajnálatos pszichózis kialakulását. Midőn Csurogról Stepán cső. szds. jelentette neki, hogy a hombárban őrzött foglyok kitörtek, és azok ellen az őrök fegyvert használtak, de a foglyok között sok a sebesült, azt parancsolta, hogy azokat is le kell lőni. Majd Stepán cső. szds. ama kérdésére, hogy az iskolában és az istállóban őrzött foglyokkal mitévő legyen, azok kiirtását is elrendelte. Előzetesen azonban elmulasztotta ellenőrizni, hogy a foglyok valóban megtámadták-e az őröket.”
Az ítélet kihirdetése előtt, mivel szabadlábon védekezhettek a vádlottak Németországba szöktek.

## SS Oberführerként
1944. február 2-án lett az SS tagja oberführeri rangban. Vezetésével jött létre a SS Kampfgruppe Deák, amely elsősorban a Vajdaság területén hajtott végre műveleteket.  A „Deák” SS-harccsoport önként jelentkező honvédekből, csendőrökből és 17 éves leventékből állt. Több esetben adott parancsot az ellenség elől menekülő magyar honvédek kivégzésére. A háború végén 1945-ben – miután a nyilas vezetés felülbírálta perét, s ártatlannak minősítette – vezérőrnaggyá nevezik ki.

## Pere és elítélése
A II. világháború után a jugoszláv állam – mint háborús bűnökkel gyanúsított személyt – kikérte, s ott bírósági eljárás során halálra ítélték, s Szombathelyi Ferenc vezérkari főnökkel, Feketehalmy-Czeydner Ferenc vezérezredessel, Grassy József altábornaggyal és Zöldy Márton csendőrszázadossal egy napon nyilvánosan felakasztották.